# Sergio Rico
Artikeln följer den spanska namnseden; faderns efternamn är Rico och moderns efternamn González.
Sergio Rico González, född 1 september 1993 i Sevilla, är en spansk fotbollsmålvakt som spelar för Paris Saint-Germain.

## Klubbkarriär
Med Sevilla har han bland annat vunnit Europa League två gånger (2014/2015 och 2015/2016). 
Den 9 augusti 2018 lånades Rico ut till Fulham på ett låneavtal över säsongen 2018/2019. Den 1 september 2019 lånades Rico ut till Paris Saint-Germain på ett låneavtal över säsongen 2019/2020. Den 5 september 2020 köptes Rico loss av Paris Saint-Germain. Den 21 januari 2022 lånades Rico ut till Mallorca på ett låneavtal över resten av säsongen 2021/2022.

## Landslagskarriär
Den 1 juni 2016 debuterade Rico för det spanska landslaget i en träningslandskamp mot Sydkorea. Han ersatte Iker Casillas i den 74:e minuten.